# Een dief in de nacht
Een dief in de nacht is het derde deel van de Nederlandse detectiveserie De Waal en Baantjer die vanaf het begin werd verzorgd door Simon de Waal in samenwerking met Appie Baantjer.

## Voorwoord van Simon de Waal
Op 29 augustus 2010 overleed Simon zijn grote vriend Appie Baantjer. Zij kenden elkaar als rechercheurs van het politiebureau Warmoesstraat sinds 1980. Nadat Appie zijn succesvolle rechercheur De Cock met pensioen had gestuurd, overleed zijn vrouw Marretje in 2007.
Eén jaar later benaderde Appie Simon om samen een nieuwe detectivereeks op te zetten. Peter van Opperdoes en Jacob zagen het levenslicht. Peter van Opperdoes lijkt op rechercheur De Cock. Hij raakt echter niet snel opgewonden en heeft een flegmatiek karakter. Waar De Cock zich uit ongeduld bedient van het apparaat van Handige Henkie, zit Peter rustig te wachten totdat een officiële slotenmaker hem toegang verschaft. Jacob is net als Vledder de administratieve kracht van het duo, maar Peter ziet Jacob als gelijke, waar De Cock vaak zijn eigen gang ging en zijn eigen plan trok. Rechercheur De Cock besprak veel van zijn werk met zijn vrouw en sloot het boek altijd af met een slotavond bij hem thuis. Peter van Opperdoes heeft nog veelvuldig contact met zijn overleden vrouw, die duidelijk geniet van haar nieuwe rol als beschermengel.
De twee rechercheurs schrijven om en om een hoofdstuk. Vanaf het derde boek besloot Appie Baantjer om de titel van de serie te wijzigen van "Baantjer en de Waal" in "De Waal en Baantjer". Vlak daarna overlijdt hij nadat hij Simon op het hart had gedrukt de reeks voort te zetten.

## Hoofdpersonen
De twee rechercheurs van deze detectiveserie zijn:
- Peter van Opperdoes. Na 25 jaar recherchewerk aan het bureau Warmoesstraat heeft hij overplaatsing gevraagd naar Politiebureau Raampoort aan de Marnixstraat. Hij woont aan de Brouwersgracht en is onlangs kinderloos weduwnaar geworden. Hij meent nog goed contact met zijn overleden vrouw te hebben.[1]

- Jacob. Rechercheur van bureau Raampoort. Hij is getrouwd en heeft 2 kinderen. Het bureau Raampoort ziet onder andere toe op de Amsterdamse volkswijk De Jordaan.

## Verhaal
Peter van Opperdoes slentert op een koude winteravond in de Jordaan een nachtelijk rondje en volgt de opgewonden sirenes van passerende politieauto's. In de mist van een lange strekdam, het Stenen Hoofd, is een lijk met drie kogels rond het hart aangetroffen. Even later wordt vlakbij, op de Westerdoksdijk, in de kofferbak van een huurauto het gewurgde lichaam van een vermaard inbreker gevonden, "Willem van Kampen".
Peter praat Jacob bij over Willem, die hij jaren geleden bijna ontmaskerd had. Ondanks het gebrek aan bewijs moest Willem van Kampen stoppen met het spoorloos inbreken op zeer exclusieve adressen. Er zijn die nacht twee getuigen. Zwerver Aloysius van Vliet brengt de nacht door in een politiecel van het bureau Raampoort. De ander is de koffieschenkende buurtbewoonster mevrouw Van Lier. Zij wordt de volgende ochtend om 11 uur op het politiebureau besteld, want ze had een schutter zien wegrennen.
Aloysius meldt dat het slachtoffer op het Stenen Hoofd zijn buurman "Hempie" is, ofwel Bart Scholing van de Westerstraat 3, een recidiverende kruimeldief, wiens ondergang in de pen zat. Als beloning mag hij nog even in de warme cel blijven. Mevrouw Van Lier komt niet opdagen. De rechercheurs vinden haar vermoord 20 meter lager dan haar appartement aan de Silodam in het water van Het IJ met drie kogels rond haar hart.
Het luxe appartement van Willem van Kampen aan de Karthuizersdwarsstraat is overhoop gehaald als de twee rechercheurs er poolshoogte komen nemen. Inmiddels hebben de rechercheurs een ingenaaide USB-stick gevonden in de kleding van deze dode meester-inbreker, en ze menen dan ook dat anderen deze geheugendrager bij hem thuis zochten.
De twee rechercheurs komen middels een oude anonieme brief aan Peter op het spoor van Monica van Molenbeek, woonachtig aan de Bloemgracht. Zij had destijds een driehoeksverhouding met zakenman Hans van Donkeren en Willem, die bij hem had ingebroken. Duchtig recherchewerk levert een vervalst rijbewijs op als huurder van de huurauto, maar de foto is onmiskenbaar van Dennis Post, die even later van driehoog naar beneden dood op straat valt, midden in de Jordaan. Er ligt een afscheidsbriefje en ook het moordwapen lijkt in het appartement aanwezig. De rechercheurs lopen zo steeds achter de feiten aan. Ze zoeken een brein achter de moorden en een motief. Peter legt Jacob uit dat dit duidelijk zo'n zaak is waarin:
"Niets is wat het lijkt"
De doorbraak komt als Peter het wachtwoord van de USB-stick ontdekt: "The Beatles". Digitaal rechercheur IJsselstein komt bijna vanaf zijn zolder naar beneden tuimelen als hij erachter komt dat het de bestanden bevat van de bekendste maffia-advocaat van de hoofdstad, Mr. De Nilo. Maar laatstgenoemde eist op hoge toon zijn eigendom terug en via de commissaris Van Straaten en de officier van justitie gebeurt dit. Peter en Jacob gaan voor nadere informatie naar een zwijgende rechercheur Daan Lefeber van de CIE, die vlak daarna in ruil voor het wachtwoord van een kopie van de USB-stick, doorgeeft dat inderdaad niets is wat het lijkt. Mr. De Nilo werkt deze keer samen met Justitie in een getuigenbeschermingsprogramma. En de huurauto stond gesignaleerd met cocaïne in de kofferbak. Telefoongesprekken op mobiele telefoons leggen nieuwe verbanden bloot tussen Monica, Willem en Hans en maken de zaak er alleen maar duisterder op.
Ten einde raad hebben de twee rechercheurs nu een theorie die plausibel lijkt ontworpen. Ze zetten een valstrik op die ze kennen van hun beroemde collega De Cock. Aloysius onderhandelt met zakenman Hans van Donkeren over een gestolen USB-stick. Het gesprek en het overhandigen van het geld wordt opgenomen en aan de rechercheurs afgestaan. Vervolgens vinden ze in het appartement van mevrouw Van Lier een getekend portret van Ronald Keijer. Hij is de beveiligingschef van Hans van Donkeren en Ronald reconstrueert met de twee rechercheurs het plot van de 4 moorden. Hij doet dit wegens zijn woede over het perfecte alibi van zijn baas. Hans wilde de USB-stick van Mr. De Nilo en Ronald gaf meester-inbreker Willem van Kampen de opdracht. Toen er onenigheid ontstond over de prijs werd Willem omgebracht maar de stick niet gevonden. Hempie werd lastig en kreeg 3 kogels evenals getuige mevrouw Van Lier. De jongen van de huurauto, Dennis Post werd naar beneden geduwd. Nadat de rituele sigaren zijn gerookt door de twee rechercheurs, meldt de vrouw van Peter zich nog even. Laatstgenoemde vraagt zijn vrouw de portrettekenares daar boven te bedanken. Hij voelt zich weer prima.

## Nawoord van de uitgever
Op uitdrukkelijk verzoek van Appie Baantjer wordt de reeks voortgezet. Het deel van Appie in de royalty's wordt geschonken aan het Prins Bernhard Cultuurfonds. Hij draagt dit derde boek op aan Appie Baantjer die altijd stelde dat hij nog geen tijd had om dood te gaan.

## Opvallende feiten
- Politiefotograaf Bram van Wielingen doet ook in deze politiereeks mee.
- Jacob vraagt in dit deel uitdrukkelijk of de overleden vrouw van Peter met hem praat en zo tips doorgeeft en is tevreden met het antwoord.